# Evil Aliens
Pour plus de détails, voir Fiche technique et Distribution.
Evil Aliens est un film britannique réalisé par Jake West, sorti en 2005.

## Synopsis
Une équipe de télévision arrive au Pays de Galles pour commenter l'histoire d'une femme qui s'est fait violer par des extraterrestres et le hasard veut qu'ils tombent réellement sur ces aliens et c'est ainsi que démarre le carnage.

## Fiche technique
- Titre : Evil Aliens
- Réalisation : Jake West
- Scénario : Jake West
- Production : Tim Dennison et Quentin Reynolds
- Société de production : Falcon Media Limited
- Budget : 1,8 million de dollars (1,32 million d'euros)
- Musique : Richard Wells (en)
- Photographie : Jim Solan
- Montage : Jake West
- Décors : Neil Jenkins
- Costumes : Cal Westbrook
- Pays d'origine : Royaume-Uni
- Format : Couleurs - 1,85:1 - Dolby Digital - HDV
- Genre : Comédie horrifique, science-fiction
- Durée : 93 minutes
- Dates de sortie : 31 juillet 2005 (festival de Munich), 10 mars 2006 (Royaume-Uni)

## Distribution
- Emily Booth : Michelle Fox
- Jamie Honeybourne : Gavin Gorman
- Sam Butler : Ricky Anderson
- Christopher Adamson : Llyr Williams
- Jennifer Evans (en) : Cat
- Mark Richard Hayes : Dai Williams
- Scott Joseph : le principal alien
- Tree Carr (en) : l'alien rêveur
- Tim Clark : un alien
- Glenn Collier : un alien
- Mark Holloway : un alien
- Norman Lovett (en) : Howard Marsden
- Peter O'Connor : Jack Campbell
- James Heathcote : Merv / un témoin
- Dan Palmer : Onkey / un témoin
- Jodie Shaw : Candy Vixen
- Nick Smithers : Bruce Barton
- Chris Thomas : Thomas Williams
- Mildred Von Heildegard : une femelle alien

## Autour du film
- Le tournage s'est déroulé en Angleterre.
- La chanson Combine Harvester (Brand New Key) est interprétée par The Wurzels.

## Distinctions
- Prix Raindance, lors des British Independent Film Awards en 2005.